# Melanichneumon spectabilis
Melanichneumon spectabilis är en stekelart som först beskrevs av Holmgren 1864.  Melanichneumon spectabilis ingår i släktet Melanichneumon och familjen brokparasitsteklar. Arten är reproducerande i Sverige. Inga underarter finns listade i Catalogue of Life.